# 17 X Infinity
17 X Infinity là một tuyển tập truyện ngắn khoa học viễn tưởng được biên tập nội dung bởi Groff Conklin. Cuốn sách được Dell xuất bản lần đầu trên bìa mềm vào tháng 8 năm 1963 và tái bản vào tháng 4 năm 1969. Ấn bản đầu tiên ở Anh do Mayflower-Dell phát hành năm 1964 và tái bản vào năm 1965.
Cuốn sách tập hợp mười bảy tiểu thuyết và truyện ngắn, cùng với một bài thơ của các tác giả khác nhau, cùng với phần giới thiệu của người biên tập. Những câu chuyện trước đây đã được xuất bản từ năm 1909-1962 trên nhiều tạp chí khoa học viễn tưởng và khác.

## Nội dung
- "Introduction" (Groff Conklin)
- "The Simian Problem" (Hollis Alpert)
- "Strikebreaker" (Isaac Asimov)
- "Come Into My Cellar" (Ray Bradbury)
- "MS Fnd in a Lbry" (Hal Draper)
- "Cato the Martian" (Howard Fast)
- "The Spaceman Cometh" (Henry Gregor Felsen)
- "The Machine Stops" (E. M. Forster)
- "Frances Harkins" (Richard Goggin)
- "The Day They Got Boston" (Herbert Gold)
- "A-W-F, Unlimited" (Frank Herbert)
- "As Easy as A.B.C." (Rudyard Kipling)
- "MacDonough's Song" (poem) (Rudyard Kipling)
- "Silenzia" (Alan Nelson)
- "What to Do Until the Analyst Comes" (Frederik Pohl)
- "Short in the Chest" (Idris Seabright)
- "The Last of the Spode" (Evelyn E. Smith)
- "Never Underestimate" (Theodore Sturgeon)
- "Brooklyn Project" (William Tenn)